# Golfo de Leyte
El golfo de Leyte (del inglés: 'Leyte Gulf') es un golfo de mar localizado en el archipiélago filipino, inmediatamente al este de la isla de Leyte, en Filipinas, en aguas del mar de Filipinas (océano Pacífico). 

## Geografía
El golfo está limitado: al norte, por la Isla de Sámar, que está separada de Leyte, en el oeste por el estrecho de San Juanico; al sur, por la isla de Mindanao, separada de Leyte por el angosto estrecho de Surigao; al sureste, la isla de Dinagat cierra parcialmente el golfo; y al este, la pequeña isla Homonhon y las islas Suluan se sitúan en la entrada oriental. Tiene aproximadamente 130 km de largo, en dirección norte-sur, y unos 60 km, de este-oeste.

## Historia
El golfo de Leyte fue el lugar de la mayor batalla naval de la Segunda Guerra Mundial, la batalla del Golfo de Leyte. Una vez capturado por los aliados, las islas en el golfo se convirtieron en bases para los B-29 que bombardearon Japón en 1945.